# Морские звёзды
Морски́е звёзды (лат. Asteroidea — от греч. ἀστήρ «звезда») — класс беспозвоночных типа иглокожих. Известно примерно 1600 современных видов (в России — 150).

## Биология
Звездообразные или пятиугольные иглокожие. Величина звёзд колеблется от 2 см до 1 м, хотя большинство имеют величину в 12—25 см. У видов, обитающих в литоральной зоне и на небольших глубинах, верхняя часть обычно окрашена ярко, а нижняя имеют бледную желтоватую окраску. У глубинных морских звёзд пигментация часто отсутствует, но иногда бывает красноватый окрас.
Это малоподвижные животные, наиболее часто имеющие пять лучей, однако встречаются и экземпляры, имеющие три, четыре или шесть лучей.
Лучи, или руки, — органы, отходящие от центрального плоского либо слабо выпуклого диска морской звезды. При укорочении лучей форма тела приближается к пятиугольной. Лучи заключают в себе пищеварительные выросты желудка и отростки половых органов; внутри луча находится продольный ряд позвонков. Кожа снабжена правильно расположенными скелетными пластинками, которые вооружены шипами и иглами, иногда — педицелляриями. Амбулакральные ножки сидят в открытых бороздках, тянущихся по нижней стороне лучей до рта. Ножки представляют собой гибкие трубчатые выросты, как правило, с присосками на конце, и приводятся в действие давлением воды во внутренних каналах и ампулах амбулакральной системы. Рот расположен в центре брюшной стороны, заднепроходное отверстие — на спинной стороне; мадрепоровая пластинка — на спинной стороне.
Пищеварительная система отличается своеобразием. Над ртом внутри диска расположены два желудочных мешка; от верхнего (пилорического) отходит десять пищеварительных (печёночных) выростов, по два в каждую руку. Нижний желудок способен выворачиваться, обволакивая и частично переваривая пищу.
Органы чувств: красные глазные пятна на концах лучей и осязательные окончания кожи.
Нервная система развита слабо. Чётко выраженные мозговые ганглии отсутствуют.
У морских звёзд сильно развита способность к регенерации: восстановлению оторванных лучей. Кроме того, часть морской звезды, включающая в себя достаточно крупный кусок центрального диска, способна вырасти в полноценное животное. Особенно примечателен этим род Linckia, у представителей которого оторвавшийся луч способен развиться в новый организм.
Продолжительность жизни морской звезды — 20 и более лет.

## Образ жизни и питание
Морские звёзды — донные животные, ползающие при помощи амбулакральных ножек, обычно снабжённых присосками. Повсеместно обитают в океанах и морях (кроме опреснённых районов) до глубины 8,5 км.
Большинство морских звёзд — хищники, питающиеся главным образом моллюсками, морскими уточками, многощетинковыми червями и другими беспозвоночными. Некоторые питаются планктоном и детритом; есть виды, способные ловить добычу при помощи педицеллярий.
Т. Торнтон описывает способ, каким морские звёзды и офиуры оберегают немногочисленную популяцию пластинчатожаберных моллюсков, являющихся их основной пищей, от вымирания, спасая себя от голодной смерти. Личинки моллюсков настолько малы, что морские звезды могли бы без труда уничтожить их, но в это время у них начинается период голодания, длящийся от 1 до 2 месяцев, — пока они не вырастут на 2-3 порядка — после чего у них «включается» аппетит.
Обнаружив двустворчатого моллюска, морская звезда обхватывает его раковину руками, присасывается к ней амбулакральными ножками и за счёт мышечного напряжения раздвигает створки. Нижний желудок выворачивается, проникая в раковину, обволакивает мягкие части моллюска и переваривает без заглатывания. Разжиженный корм втягивается затем внутрь тела.
Некоторые морские звёзды (например, Asterias rubens) причиняют ущерб, уничтожая промысловых моллюсков (устриц, мидий и др.); другие (Acanthaster planci) поедают рифообразующие кораллы.
На морских звёздах часто паразитируют мизостомиды, переднежаберные моллюски и мешкогрудые раки.

## Размножение и развитие
Морские звёзды преимущественно раздельнополы. У морских звёзд обычно по две гонады в каждом луче, открывающиеся в половую пору у основания луча; они размножаются, вымётывая в воду яйцеклетки и сперматозоиды. После оплодотворения образуется свободноплавающая личинка (бипиннария, брахиолярия), которая обычно прикрепляется неподалёку от взрослой особи того же вида и под действием её феромонов проходит метаморфоз. Некоторые виды — гермафродиты — вынашивают молодь в особой выводной сумке или полости.

## Морские звёзды и человек
В Дании действует единственная в мире (по состоянию на 2020 год) фабрика по переработке морских звёзд в белковую кормовую муку для птиц и скота. В заливе Лим-фьорд морских звёзд считают экологическим бедствием (там их до 50 особей на 1 м²): они истребляют мидий и устриц, мёртвые морские звёзды гниют и разлагаются, тем самым отравляя воду.

## Галерея
- Вымершие виды, юрский период
- Тихий океан, США, штат Орегон
- Asterias rubens, Белое море, Россия
- Индийский океан, Танзания
- Тихий океан, Канада
- Тихий океан, Папуа — Новая Гвинея
- Тихий океан, США
- Жёлтое море, Южная Корея
- Тихий океан, Австралия
- Индийский океан, Таиланд
- Норвежское море, Норвегия
- Тихий океан, Австралия
- Тихий океан, Австралия
- Индийский океан, Танзания
- Рынок, Гонконг